# Dżdżownicowate
Dżdżownicowate, dżdżownice (Lumbricidae) – rodzina skąposzczetów przystosowanych do życia w glebie. Obejmuje ponad 670 gatunków, w tym większość glebowych skąposzczetów. Są hermafrodytami (obojnakami), ale występuje u nich zapłodnienie krzyżowe. Nieliczne rozmnażają się partenogenetycznie. Pierwszą poważną pracą poświęconą dżdżownicom i ich wpływowi na glebę była książka Karola Darwina The Formation of Vegetable Mould through the Action of Worms.

## Występowanie
Występują bardzo licznie w umiarkowanej strefie Holarktyki. W 1 m³ gleby przebywa przeciętnie 800 osobników w różnych stadiach rozwojowych. Niektóre gatunki (np. Allolobophora caliginosa) są kosmopolityczne. Zasięgi występowania gatunków odpornych na mróz sięgają do strefy tundry w Europie i do arktycznej Syberii.

### Biotop
Dżdżownice zasiedlają wszystkie typy gleb. Preferują gleby wilgotne i żyzne, bogate w materię organiczną, o odczynie obojętnym lub lekko zasadowym. Częściej występują w glebach gliniastych. W glebach lekkich, piaszczystych, łatwo przesychających, a także w skrajnie ciężkich żyją tylko nieliczne, przystosowane gatunki. Optymalny odczyn gleby mieści się w zakresie pH 5,5–8. Jednakże są gatunki, które licznie występują także w glebach o pH 3,8 (np. lasy). Niewiele dżdżownic toleruje także wartości pH powyżej 8.
Nieliczne gatunki z tej rodziny żyją w przybrzeżnej strefie wód.

### Występowanie w Polsce
W Polsce stwierdzono występowanie 32 gatunków dżdżownicowatych, wśród których pospolitych i często spotykanych jest zaledwie około 10. W większości środowisk strefy nizinnej kraju dominują przeważnie tylko 2–4 gatunki. Rozmieszczenie dżdżownic w glebie zależy przede wszystkim od cech poszczególnych gatunków, a w pierwszym rzędzie od ich wymagań pokarmowych. Niektóre odżywiają się na powierzchni i żyją w górnej warstwie gleby, dalej będą one nazywane powierzchniowymi. Osobniki tych gatunków mają wyraźne czerwone lub czerwono-fioletowe ubarwienie części grzbietowej oraz spłaszczony tylny koniec ciała. Drugą grupę stanowią gatunki typowo glebowe, które żyją w głębi ziemi, rzadko wychodzą na powierzchnię i nie mają zabarwienia – będą dalej określane jako glebowe albo glebożerne. Pośrednie miejsce zajmuje dżdżownica ziemna (Lumbricus terrestris) pospolicie nazywana rosówką – największy wśród pospolitych gatunków.

## Budowa ciała
Dżdżownice są pierścienicami od małych aż do średnich i dużych rozmiarów. Ich ciało ma wydłużony, obły kształt i zmienne ubarwienie. Osiąga długość od 1 cm do 1 m, a średnica mieści się w przedziale 1–20 mm. Jest złożone z wyraźnie zaznaczających się segmentów, z którego wystaje 8 małych szczecinek ułożonych parami. W części głowowej znajduje się zwój okołoprzełykowy, pełniący funkcję mózgu, oraz otwór gębowy, wyposażony w małe rogowe szczęki. Mają hydroszkielet.

### Układ pokarmowy
Układ pokarmowy u dżdżownic składa się z mięsistej gardzieli, przełyku i żołądka zbudowanego z dwóch części: wola, w którym magazynowany jest pokarm i żołądka mięsistego, gdzie pokarm jest miażdżony. Pozostałą część przewodu pokarmowego stanowi długie, cienkie jelito, w którym odbywa się trawienie i wchłanianie pokarmu. Układ pokarmowy kończy się odbytem otwierającym się na końcu ciała.

## Biologia i ekologia
Dżdżownice chętnie zasiedlają gleby wilgotne, ponieważ ich ciało zawiera ponad 80% wody, a woda jest stale wymieniana z glebą. W ciągu doby około 60% wody jest wydalane przez układ wydalniczy i uzupełniane wraz z pokarmem oraz przez powłoki ciała.
W przypadku nadmiernego przesuszenia gleby, zbyt wysokiej temperatury i odwodnienia wszystkie dżdżownice mogą zapadać w stan odrętwienia. Może ono trwać nawet kilka miesięcy. Często to samo zjawisko jest wywoływane brakiem pożywienia. Niektóre gatunki glebożerne zapadają w odrętwienie, które nie ma związku z pogarszaniem się warunków bytowania i jest u nich zjawiskiem normalnym. Stan ten trwa 1–2 miesięcy, najczęściej w okresie letnim. Dżdżownice zwijają się w charakterystyczny kłębuszek i pozostają w jamce wysłanej śluzem.
Dżdżownice dość dobrze znoszą dłuższe okresy zalania dobrze natlenioną wodą. Wychodzenie ich na powierzchnię w wilgotne, chłodne noce po ciepłym dniu czasami tłumaczone jest brakiem tlenu w glebie. Bardziej prawdopodobną przyczyną jest jednak działanie siarkowodoru wytwarzanego w ciągu dnia przez drobnoustroje glebowe przy niedoborze tlenu.
Większość dżdżownic jest bardzo wrażliwa na działanie niskich temperatur i już lekki mróz (-1 lub –2 °C) jest dla nich śmiertelny. Na polach i działkach pozbawionych okrywy bardzo dużo dżdżownic ginie z powodu wiosennych lub jesiennych przymrozków, a nawet temperatur bliskich 0 °C. Zimę spędzają głęboko w niezamarzniętej glebie albo zapadają w stan odrętwienia.
Nieliczne gatunki przystosowały się do niskich temperatur i są zdolne do przeżycia w zamarzniętej glebie.

### Odżywianie
Dżdżownice są saprofagami – odżywiają się związkami organicznymi zawartymi w rozkładających się roślinach i szczątkach zwierząt. Niektóre, żyjące w głębi gleby korzystają z obumierających korzeni i próchnicy glebowej. Dżdżownice chętnie zjadają wprowadzony do gleby obornik, a także odchody zwierząt na pastwiskach.
W dzień dżdżownice ściółkowe i powierzchniowe przebywają w glebie lub w innym ukryciu, natomiast nocą żerują, wciągając do chodników martwą materię organiczną. W poszukiwaniu odpowiedniego pożywienia wykonują kilkumetrowe wędrówki, ale później często wracają do własnej norki. Wybór pokarmu nie jest przypadkowy – dżdżownice wykazują wyraźne upodobania. Decyduje w tym wypadku przede wszystkim zawartość azotu białkowego i łatwo rozkładalnych węglowodanów.
Większość gatunków potrafi rozróżniać pobierany pokarm. Rosówka chętnie zjada liście szczyru, pokrzywy, bzu czarnego, jesionu, wiązu, głogu, czeremchy. Mniej chętnie wybierane są liście dębu, buka i drzew iglastych, a więc roślin o dużej zawartości garbników i żywic. Jako wyjątkowo smakowite traktowane są liście roślin motylkowych ze względu na wysoką zawartość białka. Wraz z resztkami organicznymi dżdżownice zjadają i trawią liczne mikroskopijnej wielkości organizmy rozkładające te resztki. Są to pierwotniaki, glony, bakterie, grzyby glebowe, promieniowce, nicienie i wiele innych. Organizmy te stanowią główne źródło pokarmu dla gatunków kompostowych.
Trochę inaczej kształtują się wymagania pokarmowe dżdżownic glebożernych, żyjących w głębi ziemi i rzadko wychodzących na powierzchnię. W ich jelicie stwierdzono niewielką ilość substancji organicznej, głównie pochodzących z korzeni i bardzo dużo cząstek mineralnych.
Dżdżownice te zjadają w ciągu doby ilość gleby równą 20–40% masy ich ciała; tylko niewielka część zostaje przyswojona, reszta jako gruzełkowate odchody – koprolity – trafia na powierzchnię gleby albo pozostaje w wydrążonych chodnikach.

### Rola wekosystemie
Wpływ dżdżownic można opisać na przykładzie ich inwazji w lasach umiarkowanych i tajdze Ameryki Północnej, które były pozbawione dżdżownic wskutek zlodowacenia 11 tys. lat temu. Rozwinęły się tam ekosystemy z grubą warstwą powoli rozkładającej się ściółki leśnej. Wpływ inwazyjnych dżdżownic na lasy jest zróżnicowany w zależności od gatunków dżdżownic, właściwości gleby i historii użytkowania terenu. W lasach tych dżdżownice redukują grubość warstw organicznych, zwiększają zbitość gleby, wciągają próchnicę i ściółkę leśną w głąb gleby. Większa zbitość gleby zmniejsza wsiąkanie wody i zwiększa spływ powierzchniowy, co przy zmniejszonej grubości ściółki zwiększa erozję. Zmienione właściwości próchnicy i ściółki leśnej to zmienione warunki kiełkowania nasion, co prowadzi do zaniku organizmów dostosowanych do poprzednich warunków. W niektórych lasach inwazja dżdżownic prowadzi do wpłukiwania azotu i fosforu z warstw gleby o największej koncentracji korzeni.

### Rozmnażanie

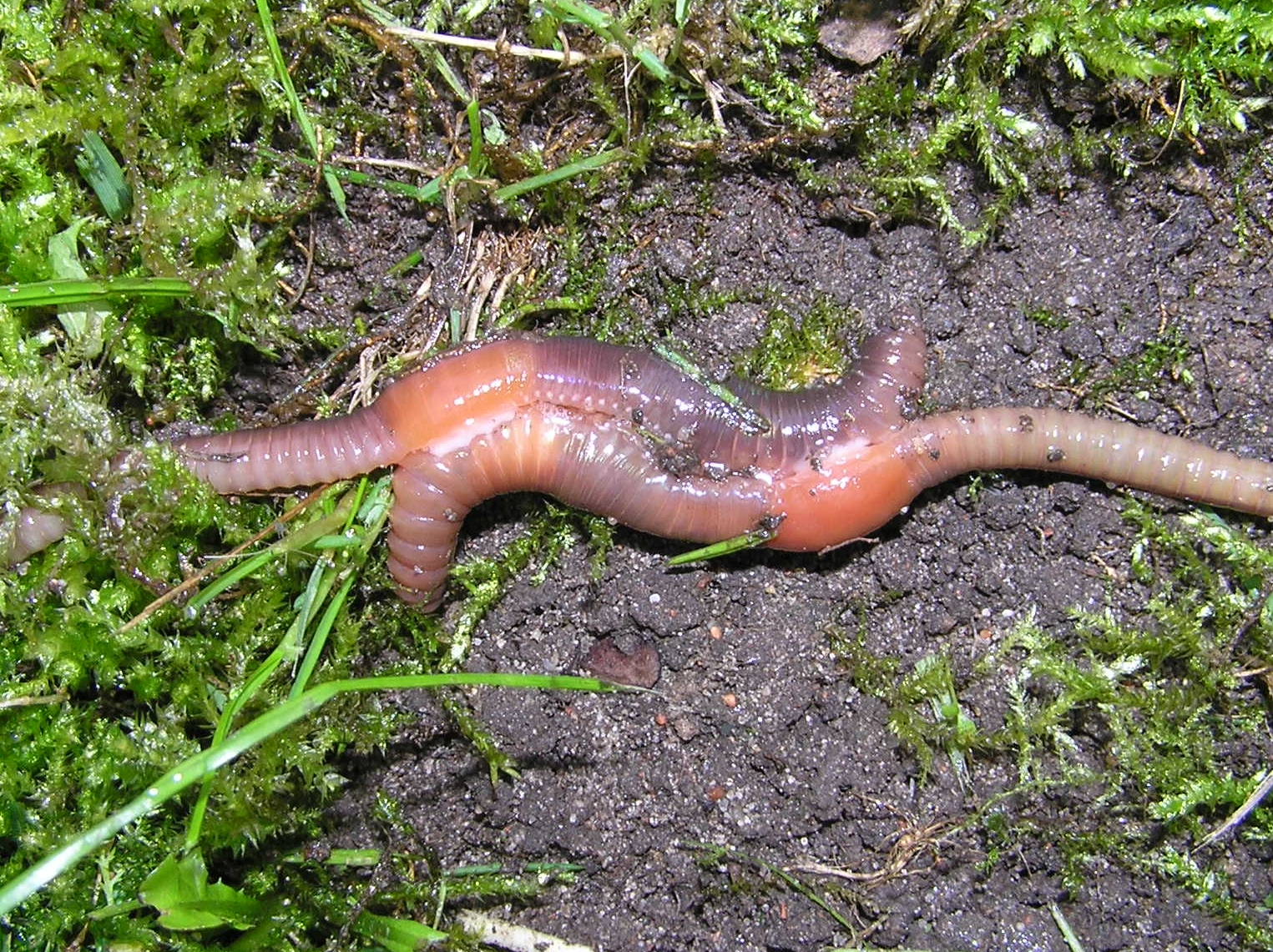
Dżdżownice podczas kopulacji

Dżdżownice są w większości obojnakami – każdy osobnik ma gamety męskie i żeńskie. Podczas kopulacji dwa osobniki wymieniają między sobą gamety przywierając brzusznymi stronami ciała. Ciała sklejone są śluzem wydzielanym przez siodełko (kilka zgrubiałych pierścieni tworzących się na oskórku), dlatego proces wymiany gamet nazywany jest siodełkowaniem. Gamety przedostają się do siodełka i są przekazywane partnerowi, który na krótko magazynuje je w zbiornikach nasiennych. Po dokonaniu wymiany zwierzęta się rozchodzą.
Po kilku dniach siodełko wytwarza stwardniałą, błoniastą mufkę wypełnioną gęstą cieczą. Mufka, przesuwana ruchami ciała w kierunku głowy, dociera do żeńskiego otworu płciowego, skąd przedostają się do niej dojrzałe jaja. Po dotarciu do zbiorników nasiennych pobierane są plemniki. Po ześlizgnięciu się z ciała zwierzęcia powstaje, zawierający do 20 jaj, kokon – w nim następuje zapłodnienie. Zabezpieczone substancjami bakteriobójczymi kokony mogą długo przebywać w ziemi, nie ulegając rozkładowi. Z zapłodnionych jaj rozwijają się małe dżdżownice. Ich rozwój do stadium dojrzałego trwa od kilkunastu do 40 tygodni – w zależności od gatunku.
Nieliczne gatunki dżdżownic rozmnażają się partenogenetycznie.

## Znaczenie
Dżdżownice glebożerne, zwłaszcza kompostowiec różowy (Eisenia fetida) i Lumbricus rubellus, są wykorzystywane do przetwarzania odpadów organicznych, m.in. do tzw. wermikompostowania komunalnych odpadów organicznych. Ten typ kompostowania z udziałem tych bezkręgowców jest popularny m.in. w ośrodkach miejskich, budynkach mieszkalnych oraz miejscach pracy w Kanadzie.
Dżdżownice są stosowane jako przynęta wędkarska, a zmrożone i poszatkowane jako pokarm uzupełniający dla ryb akwariowych.

## Klasyfikacja
W rodzinie Lumbricidae opisano około 1130 nazwanych gatunków, z czego, w wyniku rewizji taksonomicznej, 670 uznano za formalnie poprawne, a 55 ma niepewną pozycję taksonomiczną. Pozostałe nazwy są wadliwe lub synonimiczne. W 2005 Robert J. Blakemore specjalizujący się w taksonomii skąposzczetów opracował kompletną listę gatunków zaliczanych do rodziny dżdżownicowatych (lista była ostatnio aktualizowana w 2008).
Wyróżniane są dwie podrodziny:
- Diporodrilinae
- Lumbricinae

Pierwsza jest reprezentowana przez jeden rodzaj Diporodrilus, który obejmuje kilka gatunków występujących na Korsyce. Do drugiej zaliczono wszystkie pozostałe dżdżownice w następujących rodzajach:
Allolobophora - Allolobophoridella - Alpodinaridella - Aporrectodea - Bimastos - Cernosvitovia - Creinella - Dendrobaena - Dendrodrilus - Dinaridella - Eisenia - Eiseniella - Eiseniona - Eisenoides - Enterion - Eophila - Ethnodrilus - Fitzingeria - Healyella - Helodrilus - Incolore - Italobalkaniona - Karpatodinariona - Kritodrilus - Lumbricus - Meroandriella - Microeophila - Murchieona - Nicodrilus - Norealidys - Notogama - Octodriloides - Octodrilus - Octolasion - Omilurus - Opothedrilus - Orodrilus - Panoniona - Proctodrilus - Prosellodrilus - Purpureum - Rhodonicus - Satchellius - Scherotheca - Serbiona - Spermophorodrilus - Svetlovia - Tetragonurus - Zicsiona.
Najliczniejsze w gatunki są rodzaje Allolobophora i Dendrobaena.